# Аеропорт Франкфурт-на-Майні (станція, далеке прямування)
50°03′10″ пн. ш. 8°34′12″ сх. д. / 50.0528° пн. ш. 8.57° сх. д.
Станція далекого прямування аеропорту Франкфурт-на-Майні (нім. Frankfurt am Main Flughafen Fernbahnhof) — залізнична станція в аеропорту Франкфурта, Німеччина. 
Його обслуговують поїзди далекого прямування, переважно IC, які курсують на лінії високошвидкісної залізниці Кельн — Франкфурт. 
Це найбільша залізнична станція, яка обслуговує аеропорт у Німеччині, щодня обслуговує близько 23 000 пасажирів. 
Станцію щодня обслуговує 210 поїздів далекого прямування, з них 185 — Intercity-Express. 

Аеропорт Франкфурт-на-Майні та станція Лімбург-Південний — єдині залізничні станції в Німеччині, що обслуговуються виключно поїздами далекого прямування. 

Станція була відкрита в 1999 році як частина першої частини високошвидкісної лінії Кельн — Франкфурт; переважна більшість високошвидкісної лінії була відкрита у 2002 році. 
Її довжина становить 660 м, має великий купол, що містить зону відпочинку та квитковий зал, і з’єднаний з аеропортом надземним переходом, що перетинає автобан 3. Над вокзалом побудований The Squaire, комплекс вартістю один мільярд євро, який містить офісні приміщення, готелі, конференц-центри та інші об’єкти. Неподалік розташована регіональна станція аеропорту Франкфурт, що розташована під терміналом 1 аеропорту і забезпечує місцеве сполучення S-Bahn до Франкфурта, Вісбадена та Майнца.

## Операції
Зараз станцію обслуговують тринадцять ліній Intercity-Express і три лінії Intercity.
| Лінія  | Маршрут | Інтервал                   |
| ------ | --- | -------------------------- |
| ICE 11 | Мюнхен-Головний — Аугсбург-Головний — Ульм-Головний — Штутгарт-Головний — Аеропорт Франкфурта — Фульда — Геттінген — Ганновер-Головний — Гамбург-Альтона | Індивідуальні нічні поїзди |
| ICE 13 | Берлін-Головний – Вольфсбург-Головний – Брауншвейг-Головний – Гільдесгайм-Головний – Геттінген – Кассель-Вільгельмсхее – Фульда – Франкфурт-Південний – Аеропорт Франкфурта | Що дві години              |
| ICE 20 | Кіль-Головний – Гамбург-Головний – Ганновер – Геттінген – Кассель-Вільгельмсхее – Франкфурт-на-Майні-Головний – Аеропорт Франкфурта– Майнц-Головний – Вісбаден-Головний | Один поїзд                 |
| ICE 22 | (Кіль –) Гамбург – Ганновер – Геттінген – Кассель-Вільгельмсхее – Франкфурт – Аеропорт Франкфурта – Мангайм-Головний – Штутгарт | Що дві години              |
| ICE 31 | Гамбург – Мюнстер-Вестфален-Головний – Дортмунд-Головний – Гаген-Головний – Вупперталь-Головний – Золінген-Головний – Кельн-Головний – Бонн-Головний – Кобленц-Головний – Майнц – Аеропорт Франкфурта – Франкфурт (– Вюрцбург-Головний – Нюрнберг (– Регенсбург-Головний – Пассау-Головний / ...– Інгольштадт-Головний – Мюнхен)) | Що дві години              |
| ICE 41 | (Дортмунд – Бохум-Головний –) Ессен-Головний – Дуйсбург-Головний – Дюссельдорф-Головний – Кель-Мессе/Дойц – Аеропорт Франкфурта – Франкфурт – Вюрцбург – Нюрнберг – Мюнхен | щогодини                   |
| ICE 42 | (Мюнстер –) Дортмунд – Бохум – Ессен – Дуйсбург – Дюссельдорф – Кельн – Зігбург/Бонн – Аеропорт Франкфурта – Мангайм – Штутгарт – Аугсбург – Мюнхен | Що дві години              |
| ICE 43 | Гамбург-Альтона – Дортмунд – Гаген – Вупперталь – Золінген – Кельн – Аеропорт Франкфурта – Мангайм – Карлсруе-Головний – Фрайбург-Головний – Базель SBB | Що дві години              |
| ICE 47 | Мюнстер/Дортмунд – Бохум – Ессен – Дуйсбург – Дюссельдорф – Кельн-Мессе/Дойц – Аеропорт Франкфурта – Мангейм – Штутгарт | Що дві години              |
| ICE 49 | Кельн – (Аеропорт Кельн/Бонн –) Зігбург/Бонн – Монтабаур – Лімбург-Південний – Аеропорт Франкфурта – Франкфурт | Індивідуальні поїзди       |
| ICE 50 | Дрезден-Головний – Лейпциг-Головний – Ерфурт-Головний – Фульда – Франкфурт – Аеропорт Франкфурта – Майнц – Вісбаден | Що дві години              |
| ICE 78 | Амстердам-Центральний – Арнем-Центральний – Дуйсбург – Дюссельдорф – Кельн – Аеропорт Франкфурта – Франкфурт | Що дві години              |
| ICE 79 | Брюссель-Південний – Льєж-Гіїмен – Аахен-Головний – Кельн – Аеропорт Франкфурта – Франкфурт | Що дві години              |
| ICE 91 | Дортмунд – (Ессен – Дуйсбург – Дюссельдорф –)/(Хаген – Вупперталь – Золінген –) Кельн – Аеропорт Франкфурта – Франкфурт – Вюрцбург – Нюрнберг – Регенсбург-Головний – Пассау-Головний – Лінц-Головний – Відень-Головний | Дві пари поїздів           |
| IC 30  | Гамбург – Бремен – Мюнстер – Дортмунд – Ессен – Дуйсбург – Дюссельдорф – Кельн – Кобленц – Аеропорт Франкфурта – Франкфурт | Одна пара поїздів          |
| IC 31  | (Кіль –) Гамбург – Бремен – Мюнстер – Дортмунд – Вупперталь – Кельн – Кобленц – Аеропорт Франкфурта – Франкфурт (– Вюрцбург – Нюрнберг – Пассау) | Що дві години              |
| IC 32  | Дортмунд – Ессен – Дуйсбург – Дюссельдорф – Кельн – Кобленц – Аеропорт Франкфурта – Франкфурт – Мангайм – Гайдельберг – Штутгарт | Індивідуальні поїзди       |
| RB 58  | Рюссельсгайм-Опельверк – Аеропорт Франкфурта – Франкфурт-на-Майні-Південний – Майнталь-Східний – Ганау-Головний – Ашаффенбург-Головний – Лауфах | щогодини                   |